# Lonchaea pusillula
Lonchaea pusillula är en tvåvingeart som beskrevs av Mcalpine 1964. Lonchaea pusillula ingår i släktet Lonchaea och familjen stjärtflugor. Inga underarter finns listade i Catalogue of Life.